# Myōkō
Myōkō (妙高市?) è una città giapponese della prefettura di Niigata.

## Amministrazione

### Gemellaggi
Slovenj Gradec